# Corvetta

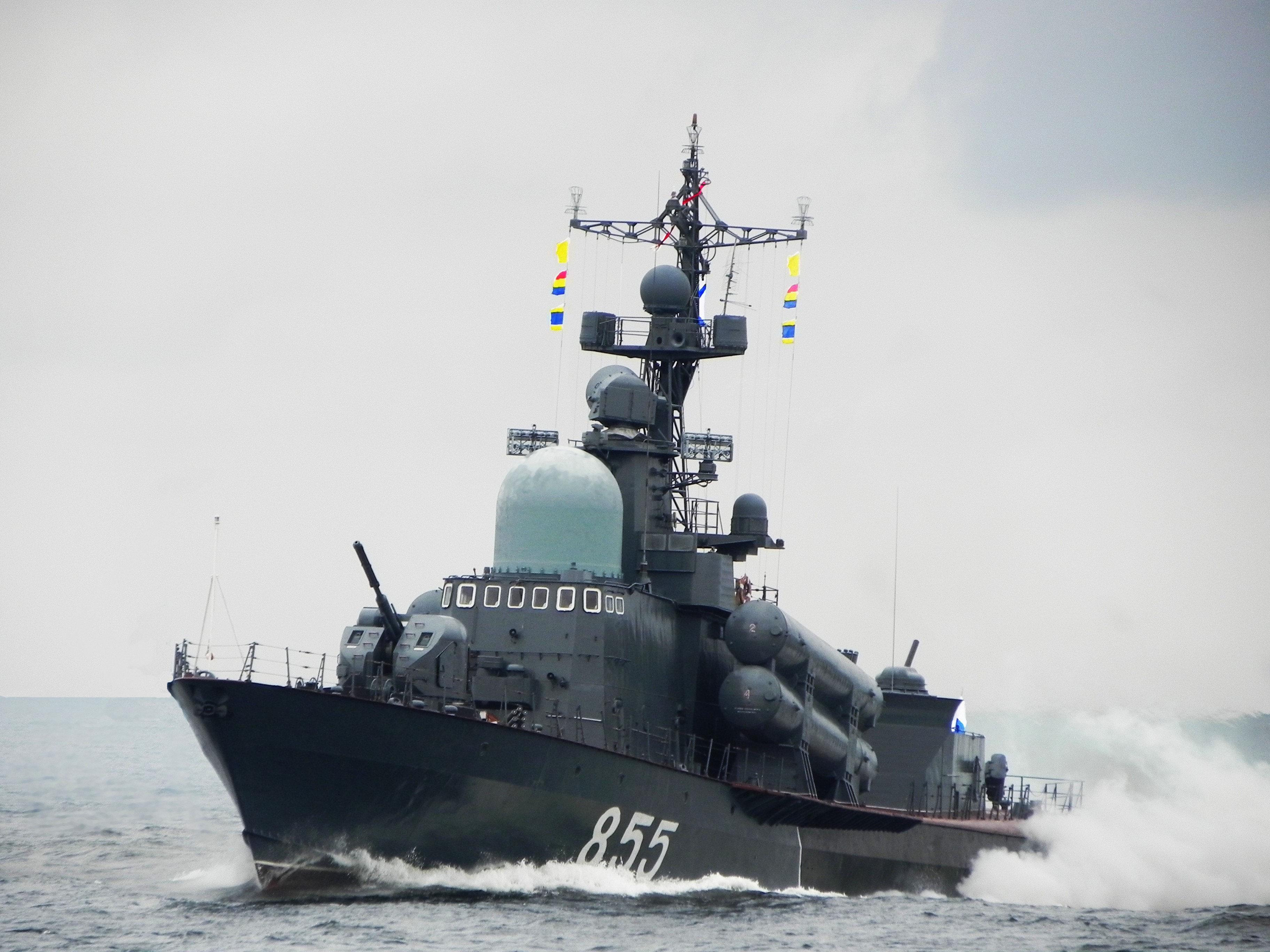
Classe Tarantul

La corvetta è una nave militare di piccole dimensioni, contraddistinta da elevate capacità di manovra e dotata di armamento leggero.

## Storia

### I primi modelli e le evoluzioni

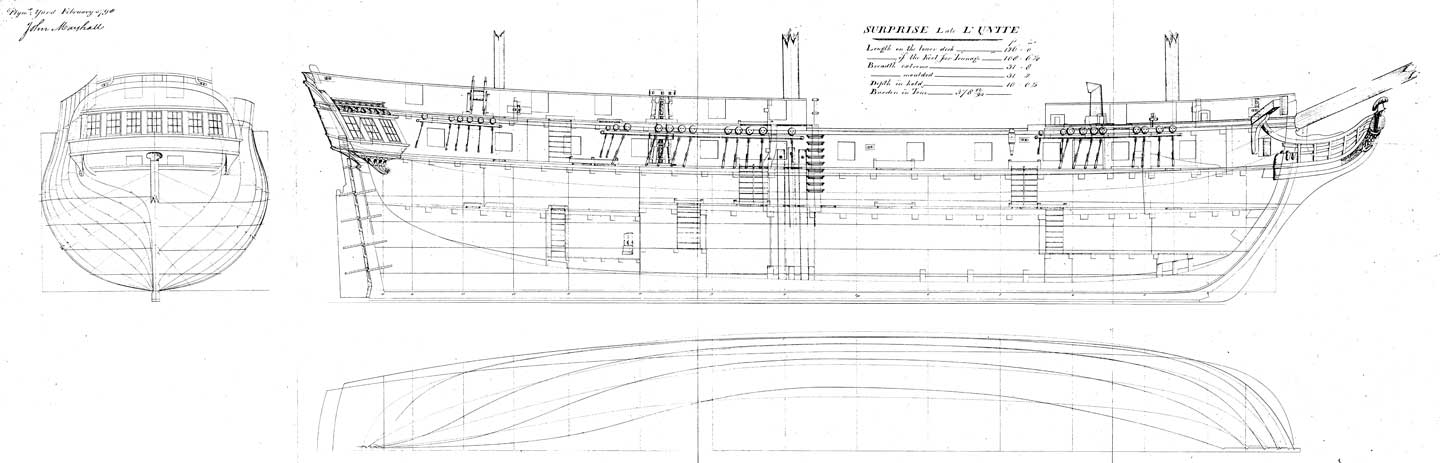
Piano di riarmo della HMS Surprise, costruita come corvetta francese L'Unité e successivamente catturata dagli inglesi

In origine le corvette erano degli sloop armati e fu la Marina reale francese ad usare il termine corvette per indicare delle piccole fregate con due o tre alberi verticali. Nel diciottesimo secolo navi di questo tipo incrociavano nel mar dei Caraibi, essendo le navi preferite dai Filibustieri della Tortue (Tortuga). I filibustieri erano soliti applicare delle piccole modifiche per renderle più veloci e temibili. La modifica più ricorrente era posizionare alcuni pezzi da caccia sul castello di prua.

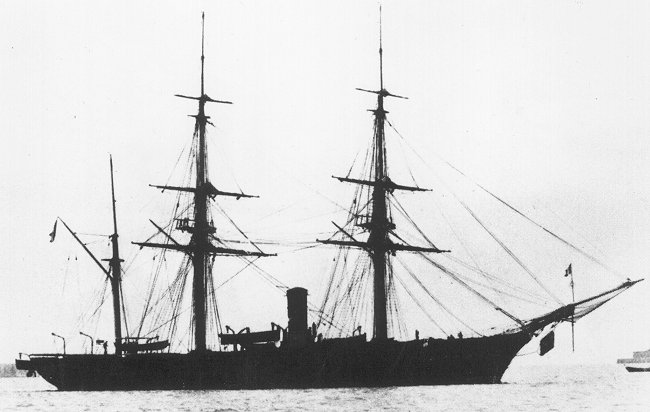
La corvetta francese a vapore Dupleix

Nella marina militare francese del XIX secolo si distinguono tre tipi di corvetta a vela. La corvette de guerre (corvetta da guerra), caratterizzata da batterie coperte da 20 a 40 bocche da fuoco. La corvette aviso (corvetta avviso) caratterizzata dallo stesso numero di cannoni, ma con batterie scoperte in posizione più elevata. La corvette de charge (corvetta da carico), simile per armamento alla corvette de guerre, ma con dimensioni trasversali maggiori, per poter ospitare un carico di 800 tonnellate, e con tre alberi verticali.
Le corvette francesi erano molto ambite dalle varie marine europee per la loro velocità di manovra e per l'armamento sufficiente ad essere impiegato anche per operazioni terrestri. Tra le più celebri unità, si ricorda la corvetta francese L'Unité, varata nel 1793 e catturata dalla marina inglese nel 1796, mentre si trovava nei pressi del porto di Annaba, in gravi difficoltà per un'epidemia di vaiolo che aveva colpito il capitano e buona parte dell'equipaggio. Rinominata Surprise fu utilizzata dalla Royal Navy. Nel 2003 venne realizzata una copia approssimativa della Surprise riadattando la replica della “rose” (acquistata appositamente dalla produzione) per girare il film Master and Commander - Sfida ai confini del mare.

### La seconda guerra mondiale
Le corvette moderne compaiono durante la seconda guerra mondiale. Erano navi facili da costruire e venivano destinate al pattugliamento e alla scorta dei convogli. Il progettista navale inglese William Reed progettò una piccola unità partendo dal progetto delle baleniere. Fu l'allora Primo Lord dell'Ammiragliato, Winston Churchill, a rivitalizzare il termine corvetta utilizzandolo per queste navi. La prima classe realizzata fu la Flower. Le stesse unità in servizio presso la Marina canadese presero il nome da quello di piccole città del paese: il loro compito principale fu quello di scortare i convogli nel Nord Atlantico e sulla rotta tra la Gran Bretagna e l'Unione Sovietica.
La Marina Reale australiana durante il conflitto utilizzò sessanta corvette. Venti di queste erano condotte da personale australiano ed utilizzate dalla Royal Navy mentre quattro erano in servizio nella Reale Marina indiana. Ufficialmente sono indicate come dragamine, o classe Bathurst, e venne dato loro il nome di città dell'Australia. Durante il conflitto la Royal Navy mise in servizio una nuova classe di corvette, la Castle, alcune delle quali rimasero in servizio fino alla metà degli anni cinquanta.
Anche l'Italia si rese conto della necessità di imbarcazioni adatte alla scorta ai convogli, quindi con buon armamento antiaereo e soprattutto antisommergibile, per sostituire cacciatorpediniere e torpediniere, magari risalenti alla Grande Guerra, che non si dimostrarono troppo adatti: nacquero così le corvette classe Gabbiano, progettate nel 1941 e varate dall'ottobre 1942 in numero di 29 (sulle 60 previste, la costruzione di altre 21 venne effettuata sotto controllo tedesco ed entrarono in servizio nella marina germanica); nonostante il periodo estremamente difficile per l'Italia, soprattutto per la mancanza di materiali pregiati, si dimostrarono unità di progettazione veramente ottima, coniugando perfettamente la specificità del loro compito con un'estrema versatilità, tant'è che quelle sopravvissute (le perdite furono dovute, oltre alla cattura da parte dei tedeschi, a scontri navali o siluramenti, cioè situazioni che esulavano dalle idee dei progettisti; gli aerei faticavano ad avvicinarsi a queste unità, che misero a segno diversi abbattimenti e nessuna perdita da imputarsi a questa causa) furono impiegate attivamente fino agli anni '60, mentre altre furono dismesse solo alla fine degli anni '70 o anche inizio '80.

### Dal secondo dopoguerra ad oggi

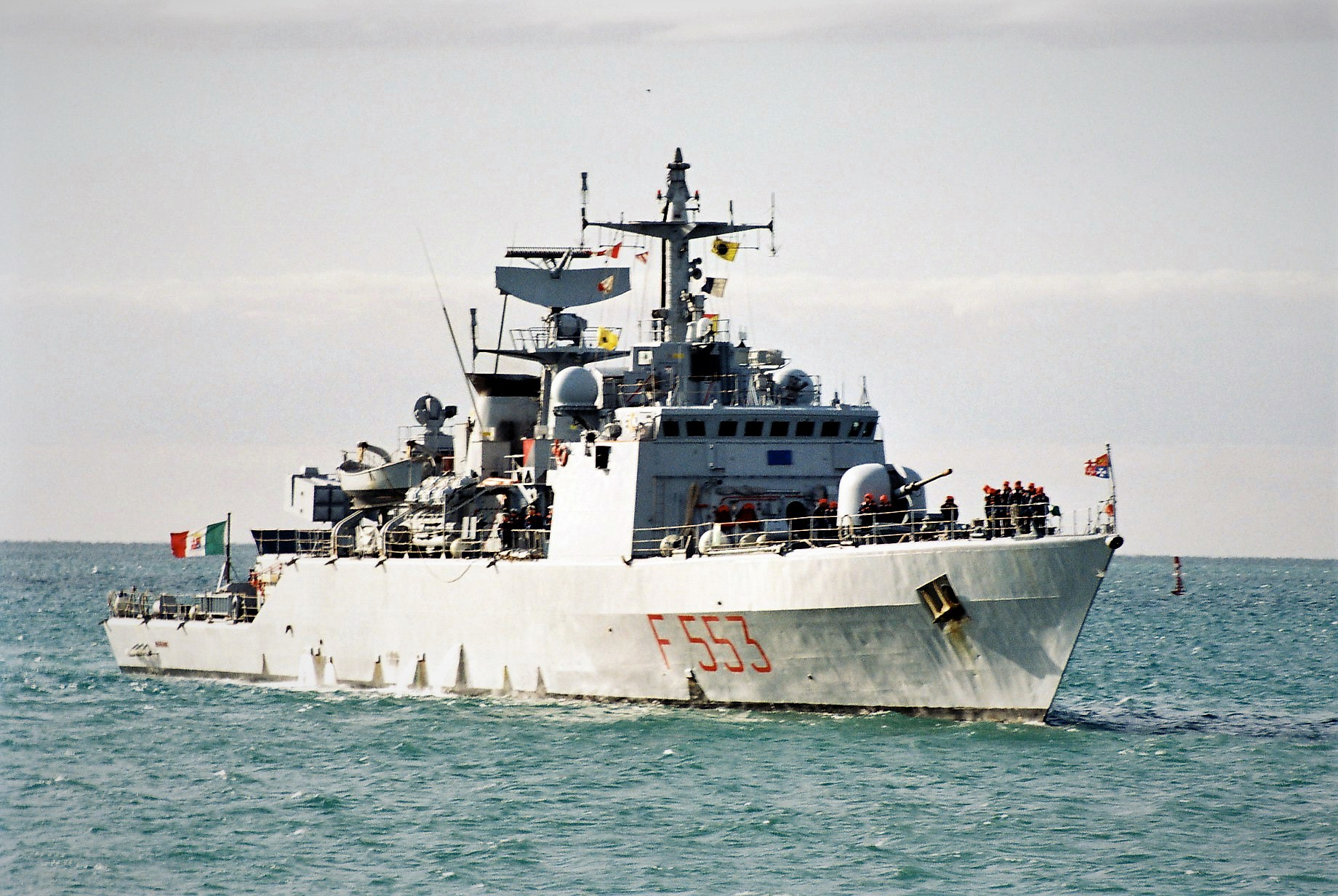
La corvetta italiana Danaide

In generale, le corvette dell'ultima guerra possedevano un solo cannone a prua, del calibro di 100 mm (Italia), 76 mm o 102 mm (Gran Bretagna), senza centrale di tiro (il telemetro era montato solo quando serviva, o addirittura si dirigeva il tiro con i soli occhi ed esperienza del direttore) mentre consistente era quello antiaereo (da cinque a sette mitragliere leggere e/o pesanti) e quello antisommergibile (lanciabombe e/o scaricabombe), naturalmente con le dovute dotazioni accessorie (ecogoniometro, sonar e radar); anche la sagoma, seppur non molto aggraziata, non era casuale, ed era anzi estremamente funzionale: la prora molto alta e rinforzata, adatta per gli speronamenti di sommergibili; la poppa molto vicina alla linea di galleggiamento, per scaricare con più facilità le bombe di profondità; una plancia molto elevata, spesso con controplancia, per gli avvistamenti. Erano navi leggere, di dislocamento pari o inferiore ai sommergibili che cacciavano (dalle 700 alle 1100 t), con velocità ridotte (non oltre i 18 nodi massimi), spesso dotate di motori elettrici (almeno nei modelli successivi) per la navigazione silenziosa durante gli ascolti subacquei e per essere meno individuabili dagli idrofoni dei battelli nemici immersi.

## Caratteristiche generali
La corvetta contemporanea si situa come dimensioni e capacità tra i pattugliatori e le fregate. Solitamente ha un dislocamento compreso tra le 450 e le 2.000 tonnellate e una lunghezza che varia tra i 55 e 100 m. L'armamento è costituito da cannoni di piccolo calibro e missili superficie-aria e superficie-superficie oltre ad apparecchiature antisommergibile. Le più grandi possono essere dotate di un elicottero di piccole dimensioni.
La marina svedese (dopo aver realizzato la classe pilota Visby), sta partecipando assieme alla US Navy al progetto Focused Mission Vessel Study per la realizzazione di una nuova Littoral Combat Ship, sfruttando la tecnologia stealth.